# Дофин (город, Манитоба)
Дофин (фр. Dauphin) — город в провинции Манитоба, Канада, с населением 8 251 человек, по данным канадской переписи 2011 года.

## История
Французский исследователь Пьер Готье де Варенн де ла-Верандри в 1741 году назвал близлежащее озеро «Dauphin», в честь французского наследника престола (см. также Дофин). Жители основали поселение в 1883 году, прибывая, в основном, из двух поселений Гартмор и Олд Дофин, которые были основаны ранее. Начиная с 1896 года, в этот район начало прибывать большое количество украинцев; до того момента большую часть населения города составляли британские торговцы. Поселение получило статус деревни в 1898 году, города с 1901 года. Город стал важным центром транспортировки зерна. Со временем роль сельского хозяйства в экономике города значительно упала, однако сельское хозяйство по-прежнему остаётся одной из основных отраслей города. Нынешний мэр города Эрик Ирвин — адвокат. Дофин известен как «Столица садов Манитобы».
Согласно канадской переписи 1996 года, украинцы составляют самую большую этническую группу в городе Дофин — 41,04% населения. Почти 26% населения говорят по-украински. 24,17% жителей имеют английские корни, 17,61% — шотландского происхождения, 12,3% имеют ирландские корни, примерно 10% — потомки коренных жителей.
К югу от города расположен национальный парк Райдинг-Маунтин.
С 1970-х годов при местном правительстве Эда Шрейера из бюджета штата федерального бюджета страны были выделены деньги, которые пошли на организацию пилотного проекта Mincome. Mincome должен был обеспечить всех жителей города базовым доходом. Несмотря на продемонстрированный прогресс, проект был закрыт новым консервативным руководством штата и страны.

## Транспорт

### Земля
Через город проходят шесть шоссейных дорог:
- PTH 5
- PTH 10
- PTH 20
- PTH 5A
- PTH 10A
- PTH 20A

### Воздух
Город обслуживает Дофинский аэропорт

### Железные дороги
Вокзал в городе находится около железной дороги Виннипег–Черчилл; железнодорожная линия принадлежит канадской компании Canadian National Railway (CN).

## Спорт
Арена Credit Union Place была построена в 2006 году, является домашним стадионом местной команды Dauphin Kings, которые играют в Юниорской Хоккейной Лиге Манитобы (MJHL). Клуб Dauphin Kings является обладателем Turnbull Memorial Trophy в 1969, 1970, 1972, 1977, 1983, 1993, и 2010, клуб также является обладателем Anavet Cup 2010 года. До 2006 года команда играла на арене Dauphin Memorial Community Centre (DMCC), которая была построена после Второй мировой войны. 

## Расположение
Город расположен на западе Манитобы, к западу от озера Манитоба и к югу от озера Виннипегосис, рядом находится провинциальный парк Дак Маунтин и национальный парк Райдинг-Маунтин.

## Демография
Дофин имел население 7 906 человек в 2006 году, по сравнению с  2001 годом численность населения упала на 2,2%. Средний доход населения в 2005 году составил $ 35 527, что ниже среднего по Манитобе ($ 47875). 

## Климат
Дофин имеет влажный континентальный климат с холодной зимой и теплым летом.
| Показатель                    | Янв.  | Фев.  | Март  | Апр.  | Май   | Июнь | Июль | Авг. | Сен. | Окт.  | Нояб. | Дек.  | Год   |
| ----------------------------- | ----- | ----- | ----- | ----- | ----- | ---- | ---- | ---- | ---- | ----- | ----- | ----- | ----- |
| Абсолютный максимум, °C       | 9,6   | 13,9  | 24,2  | 35,2  | 39,2  | 37,3 | 36,0 | 39,0 | 37,8 | 31,1  | 22,2  | 12,3  | 39,2  |
| Средний суточный максимум, °C | −10   | −7,1  | −0,5  | 10,1  | 17,6  | 22,1 | 25,2 | 24,6 | 18,1 | 10,1  | −0,6  | −8    | 8,5   |
| Средняя температура, °C       | −15,4 | −12,6 | −6,1  | 3,6   | 10,5  | 15,7 | 18,7 | 17,7 | 11,7 | 4,4   | −5,3  | −13,1 | 2,5   |
| Средний суточный минимум, °C  | −20,7 | −18   | −11,6 | −2,9  | 3,4   | 9,2  | 12,1 | 10,6 | 5,2  | −1,4  | −10   | −18,1 | −3,5  |
| Абсолютный минимум, °C        | −43,3 | −44,4 | −39   | −27,8 | −12,2 | −3,9 | 0,6  | −0,6 | −9,7 | −20,9 | −34,5 | −39,4 | −44,4 |
| Норма осадков, мм             | 13,7  | 10,7  | 24,0  | 29,6  | 54,9  | 82,0 | 73,1 | 61,3 | 58,2 | 35,2  | 20,8  | 18,6  | 481,9 |
| Источник: Погода и климат     |       |       |       |       |       |      |      |      |      |       |       |       |       |

## МестныеСМИ

### Газеты
- Dauphin Herald

### Радиостанции
- en:CKDM 730AM — играется кантри и adult contemporary
- en:CBW (AM) 105.3, en:CBC Radio One (трансляция en:CBW (AM) Winnipeg)
- (Future Station) 106.1, en:CBC Radio Two

### Телевидение
| Канал OTA | Название  | Сеть   | Примечания                      |
| --------- | --------- | ------ | ------------------------------- |
| 2 (УКВ)   | CKND-TV-2 | Global | Повтор от en:CKND-DT (Виннипег) |
| 12 (УКВ)  | CKYD-TV   | CTV    | Повтор от en:CKY-DT (Виннипег)  |
| 27 (ДМВ)  | CHMI-TV-3 | City   | Повтор от en:CHMI-DT (Виннипег) |

## Известные люди
- Барри Троц — главный тренер клуба Национальной хоккейной лиги «Вашингтон Кэпиталз», родился и вырос в Дофине.
- Джеймс Болл — выступал за Канаду на летних Олимпийских играх 1928, которые состоялись в Амстердаме, Нидерланды, где он, на дистанции 400 метров, выиграл серебряную медаль.
- Ирвинг Гофман (1922–1982) — известный социолог и автор книги «Представление себя другим в повседневной жизни», вырос в Дофине.
- Его сестра Фрэнсис Бэй (1919-2011), известная актриса, училась в школе в Дофине.  Наиболее известна по роли в телесериале Сайнфелд.
- Уильям Джордж Баркер — лётчик времён Первой мировой войны. Является самым титулованным военнослужащим в истории Канады.
- Теодор Артур Барроуз — десятый вице-губернатор Манитобы.
- Роберт Хокинс — спикер Законодательного Собрания Манитобы в период с 1937 по 1949.
- Джеймс Лэнгстафф Боуман (1879–1951) — юрист, первый спикер Палаты общин Манитобы.
- Лаури Маккензи — родился и проживал в Дофине до 19 лет, гитарист рок-группы The Guess Who.
- Инки Марк — бывший мэр Дофина, бывший член парламента.
- en:Bif Naked (имя при рождении Бет Торберт; 15 июня 1971) — канадский рок-певец, автор песен, поэт, художник-карикатурист, актёр, обучался в общеобразовательной школе Дофина в 1980-е годы.
- Колби Робак — канадский профессиональный хоккеист защитник. Выступает за клуб Флорида Пантерз.
- Трой Вествуд — долгое время выступал в Канадской футбольной лиге (КФЛ) за клуб Виннипег Блу Бомберс.
- Эрнест Шарль Хой — родился в Дофине в 1895 году, лётчик-ас Первой мировой войны, который набрал 13 побед за полтора месяца в 1918 году.